# Белик, Валентин Павлович
Валентин Павлович Белик (17.03.1929 — 27.05.1997) — партийный деятель, первый секретарь Братского райкома КПСС (1975—1987).

## Биография
После ухода на пенсию Василия Сазонова возглавил Братскую районную парторганизацию, которой руководил до ухода на пенсию в 1987 году.
Валентин Павлович являлся персональным пенсионером республиканского значения, ветеран труда и имел воинское звание полковника.

## Награды
- орден Трудового Красного Знамени;
- орден Дружбы народов;
- Медаль «В ознаменование 100-летия со дня рождения Владимира Ильича Ленина»;
- медали.